# Judy Greer
Judith Therese Evans (20 de julho de 1975, Detroit, Michigan), conhecida como Judy Greer, é uma atriz e dubladora norte-americana que atua no cinema e na televisão. Um dos trabalhos mais notáveis de Judy no cinema foi a participação no filme De Repente 30 (13 Going on 30). Fez o papel de Karen, mãe das crianças, no filme Jurassic World. Na televisão, fez várias participações em seriados de grande audiência como Arrested Development, no papel da Dra. Elisabeth Plimpton, em The Big Bang Theory, e em Two and a Half Men, como a ex-esposa de Walden Schmidt, Bridget. 
Judy Greer é responsável pela voz de Carol/Cheryl Tunt na série animada Archer.

## Filmografia
| Ano  | Título                         | Personagem             |
| ---- | ------------------------------ | ---------------------- |
| 1998 | Stricken                       | Cynthia                |
| 1998 | Kissing a Fool                 | Andrea                 |
| 1999 | Um Crime entre Amigas          | Fern Mayo/Vylette      |
| 1999 | Três Reis                      | Cathy Daitch           |
| 1999 | The Big Split                  | Tracy                  |
| 2000 | De qual Planeta Você É ?       | Rebecca                |
| 2000 | The Specials                   | chica mortal           |
| 2000 | What Women Want                | Erin                   |
| 2000 | Sunset Strip                   | Waitress               |
| 2001 | The Wedding Planner            | Penny                  |
| 2004 | A vila                         | Kitty Walter           |
| 2004 | LolliLove                      | Judy                   |
| 2004 | 13 Going on 30                 | Lucy Wyman             |
| 2005 | The Amateurs                   | Ellie                  |
| 2005 | Cursed                         | Joanie                 |
| 2005 | Elizabethtown                  | Heather Baylor         |
| 2007 | Two and a Half Men             | Myra Melnick           |
| 2009 | Wig                            | Dr. Almay              |
| 2009 | Love Happens                   | Marty                  |
| 2010 | Barry Munday                   | Ginger Farley          |
| 2010 | The Big Bang Theory            | Dr. Elizabeth Plimpton |
| 2010 | Marmaduke                      | Debbie Winslow         |
| 2010 | How I Met Your Mother          | Royce                  |
| 2010 | Love and Other Drugs           | Cindy                  |
| 2011 | Two and a Half Men             | Bridget                |
| 2011 | The Descendants                | Julie Speer            |
| 2012 | Playing for Keeps              | Barb                   |
| 2013 | Carrie: A Estranha             | Rita Desjardin         |
| 2014 | Dawn of the Planet of the Apes | Cornelia               |
| 2015 | Ant-Man                        | Maggie                 |
| 2015 | Jurassic World                 | Karen                  |
| 2015 | Tomorrowland                   | Jenny Newton           |
| 2015 | Entourage                      | Diretora de elenco     |
| 2017 | War for the Planet of the Apes | Cornelia               |
| 2018 | Homem-Formiga e a Vespa        | Maggie Lang            |
| 2018 | Halloween                      | Karen Strode           |
| 2018 | The 15:17 to Paris             | Joyce Eskel            |
| 2019 | Space Buddies                  | Houston                |
| 2019 | Buffaloed                      | Kathy Dahl             |
| 2019 | Where'd You Go, Bernadette     | Dr. Kurtz              |
| 2019 | Playing with Fire              | Dr. Amy Hicks          |
| 2020 | Uncle Frank                    | Kitty Bledsoe          |
| 2020 | Valley Girl                    | Diana Richman          |
| 2023 | Aporia                         | Sophie Rice            |
| TBA  | The Thing About Pam            | Leah Askey             |

## Prêmios e Indicações

### Screen Actos Guild
| Ano  | Categoria     | Indicação | Notas    |
| ---- | ------------- | --- | -------- |
| 2012 | Melhor Elenco | Descendentes Dividido com George Clooney, Shailene Woodley, Beau Bridges, Robert Forster, Judy Greer e Matthew Lillard | Indicado |

### Satellite Awards
| Ano  | Categoria                | Indicação | Notas    |
| ---- | ------------------------ | --- | -------- |
| 2012 | Melhor Atriz Coadjuvante | Descendentes | Indicado |
| 2012 | Melhor Elenco em Cinema  | Descendentes Dividido com George Clooney, Shailene Woodley, Beau Bridges, Robert Forster, Judy Greer e Matthew Lillard |          |